# ウルトラマンメビウス アンデレスホリゾント
『ウルトラマンメビウス アンデレスホリゾント』は、朱川湊人による日本の小説。光文社の季刊誌「EQ Extra GIALLO」にて2007年春号から2009年夏号まで連載された。

## 概要
2006年に放映された特撮テレビ番組『ウルトラマンメビウス』のノベライズ版。朱川はテレビシリーズの脚本も担当しており、本作品は彼の執筆した第32話「怪獣使いの遺産」、第39話「無敵のママ」、第40話「ひとりの楽園」の3本と映像化されなかった「破滅の日時計」を再構成したものである。
副題のアンデレスホリゾント（異なる地平線）が示すとおり、基本設定はテレビシリーズに準じているものの、パラレルワールドとして位置づけられている。内容は、主人公ウルトラマンメビウスの人間態ヒビノ・ミライではなく、研修隊員ハルザキ・カナタの視点で描かれている。

## あらすじ
GUYS JAPAN本部に、4か月間の研修隊員としてハルザキ・カナタがやって来る。
カナタはかつて宇宙輸送艦を宇宙人に破壊されて父を喪い、母がそのショックで記憶障害を患ってしまったことから宇宙人を酷く憎んでおり、地球人の味方であるウルトラマンに対しても、素直にその存在を認められずにいた。
これはカナタの成長を中心に描いた、もう1つの「ウルトラマンメビウス」の物語である。

## 登場人物
ハルザキ・カナタ
本作品の実質的な主人公。年齢18歳。GUYS専科の研修隊員で、研修の最終過程としてCREW GUYS JAPANに配属されてきた。性格は自信家で我が強く、皮肉屋でもあるために他のクルーと衝突することもあった。一方、実戦経験不足の一面をのぞかせたり、身長が162センチメートルと低いことを気にしているなど年相応の一面もある。
家族構成は宇宙開発技術者だった父のハルザキ・リョウ（すでに故人）、母のハルザキ・ミクのほか、医師の伯母（ミクの姉）がいる。
大半の異星人に対しては憎悪にも近い感情を抱いており、排除すべきだと考えている。それは父が乗艦していた宇宙輸送艦「ガーベラ」が異星人の攻撃によって沈められ、そのショックから母が精神を病んで記憶障害を煩い、カナタのことも忘れてしまったという過去を持つためである。また、地球を守っているウルトラマンについても他の宇宙人ほどではないが少なからず猜疑心を抱いており、やはりその存在を快くは思っていない。作中でミライの正体を知ると他のクルーたちの手前、露骨に拒絶こそしなかったものの信用できず、当初は距離を置こうとしていた。だが、次第にミライを通してウルトラマンをはじめとした宇宙人たちの心情を知ったうえ、よく似た境遇のメイツ星人ビオとの交流も経たことにより、異星人への偏見が薄れ始めて認識を改めるようになる。
当初は正規訓練を受けずに入隊してきた他のGUYSクルーを「素人」と見下していたが、徐々に彼らの仕事ぶりを認めて仲間として心を開いていく。
プライベートではバイクを愛用しており、ピーキーな性能のガンブレイバーをなかば専用車両として駆る場面もあった。
オリジナルビデオ『ウルトラマンメビウス外伝 アーマードダークネス』にも同名の人物が登場しているが、こちらのカナタはテレビシリーズ終了後に新たに配属されてきたクルーであり、プロデューサーの渋谷浩康いわく別人である。

## 登場装備・メカニック
ガンスピンドラー
GUYS JAPAN第4の主力戦闘機。機体全長の3分の1を占めるドリルが特徴で、特殊なタイプのガンスピーダーが搭載されている。大気圏内での単独飛行もできるが、メテオールで地中潜行が可能となり、その構造上「機体そのものがメテオール」だとも言われる。地中潜航機能にはマグマライザーの技術が応用されており、特殊な音波で岩石を分子レベルにまで破砕して地底を掘り進む。また、ガンブースターの代わりにガンフェニックスと合体して「ガンフェニックススピンドラー」形態となることも可能だが、作中では同形態は登場しなかった。
ガンブレイバー
ロードレーサータイプのバイク。かつてスズキが制作した「ファルコ・ラスティコ」をモデルにアライソが趣味で制作したものを、サコミズが気を利かせて装備試作品としたもの。ファルコ・ラスティコ譲りのピーキーな性能から、勇敢な奴か馬鹿しか乗らないという意味を込めて「ブレイバー」の名が与えられた（命名者はマリナ）。その性能ゆえにマリナも乗りたがらずカナタしか使用しないが、2人乗りが可能であることからミライが一緒に搭乗する場合もある。
カウル内にメモリーディスプレイのソケットと武装であるトライガーショットを内蔵しており、通常モードの「ロードファルコン・モード」のほか、ターボチャンバーを用いて30メートル級の連続ジャンプを行う「ハイパーホッパー・モード」、ポインターのホバーシステムを発展させた、高度5メートルまでの限定的な浮遊を短時間行える「ハイパーハミングバード・モード」、タイヤの周囲に電磁キャタピラーを展開し、いかなる悪路にも対応する「ハイパーセロー・モード」を取ることが可能である。なお、これらの機能はいずれもメテオールではない。
宇宙輸送艦ガーベラ
国連宇宙開拓局・第11次火星開発船団に所属していた中型宇宙輸送艦。10人乗りの救命艇を乗員の定員分艦載している。本編の6年前に物資補給と資材搬入のために火星の観測基地へ打ち上げられたが、出港から10日後にホーマン遷移軌道上で未知の円盤群の攻撃を受け、護衛艦2隻と共に撃沈された。なお、この時にガーベラから発信された救難信号は発信したオペレーター、ホリイ・サエコの名をとって「Saeko's Good-bye」と呼ばれ、被害者の遺族や一部関係者のみのトップシークレットとされている。
この事件は当初、世間のパニックを防ぐためにスペースデブリとの衝突事故として偽装されたが、インターネットや『故郷は地球』を執筆した元科学特捜隊隊員のジャーナリスト、アラン・ビロッツの書籍『Saeko's Good-bye ガーベラは宇宙に散った』によってある程度の事実が一般にも伝わっている。この「ガーベラ遭難事件」が、本作品の物語のキーポイントとなる。
護衛艦サンダーグリッド・キンググリッド
双方ともにガーベラの護衛任務についていた小型宇宙護衛艦。円盤群によってガーベラと共に撃沈された。ガーベラのものと同型の救命艇を艦載している。
この2隻とガーベラがブースター換装を行った宇宙ステーション「アクセプター77」の名称は、『電光超人グリッドマン』に登場するブレスレット型変身アイテム・アクセプターのパロディ。
スペースウィンガー
GUYSスペーシーが使用する宇宙戦闘機。名称からガンウィンガーの宇宙戦闘機型と思われる。宇宙空間におけるメテオールの運用データが乏しいため、ガンウィンガーやシーウィンガーとは異なり、スペースウィンガーMe型と呼ばれる一部の機体を除いてメテオールは装備されていない。
ハイヤータイプ
GUYS研修隊員が専科での研修中に使用する練習機。UGMで使用されていた戦闘攻撃機スカイハイヤーを再設計したもの。
マグマライザー
かつてウルトラ警備隊が使用していた地底戦車。アライソが1両を整備していたほか、その技術がガンスピンドラーに応用された。
ラビットパンダ
かつてZATが使用していた特殊車両。アライソがレストアしていた車両が登場した。
ビームスキャン
怪獣や円盤などの構造を探査するための装備。明確には語られてはいないが、テレビ本編でも使用されているものと思われる。屈折率を精密に調整した探査レーザーを照射するもので、大まかではあるが対象物の内部構造や組成を分析できる。ただし、対象物が高温の場合は正確な探査が行えないという欠点もある。コントロールはフェニックスネストから行われる。
Project Blue 2'（プロジェクト・ブルー・ツーダッシュ）
GUYSスペーシーの宇宙防衛システム。『ウルトラセブン』に登場した「プロジェクト・ブルー」の発展型で、地球と月の間に電磁バリアを張り巡らすことによって地球を侵入者から防御するもの。電磁バリア発生器へのエネルギー供給は、月の裏側にある発電衛星「エメラルドA9」によって行われている。
「ツーダッシュ」およびエメラルドA9の名称は、『ジャンボーグA』で用いられていた掛け声や名称のパロディとなっている。

## 登場怪獣
魔杖
第1話「魔杖の警告」に登場。
- 最大直径：約10メートル

太陽系外から地球に飛来した謎の物体。生物か非生物かすら定かではない。全体的にはかんざし、或いは魔法使いの杖に似た形状で、滑らかな円錐型の本体の後部から、羽のような部位が3枚突き出しており、その羽に支えられるようにしてシャッター状の物に覆われた1つの眼球が埋め込まれている。特に積極的な攻撃手段は持っていないが、作中ではガンウィンガーやガンローダー、スペシウム弾頭弾などのコントロールを撹乱している。
木星付近から地球への軌道を取り、シルバーシャークGを搭載する防衛衛星V37やスペースウィンガーによるGUYSスペーシーの攻撃を一切寄せ付けずに大気圏に突入。フェニックスネストを貫通して地球の中心核を直撃するコースを取り、GUYS JAPANのスペシウム弾頭弾攻撃すら回避した後、ウルトラマンメビウスと交戦する。メビウスのメビュームシュートも通用しなかったが、フェニックスネストの上空200m地点にまで到達した所で、メビウスに抱き留められ、二つに切断された。
作中では宇宙のどこかにいる何者かが、人類がメテオールを持つことに対して警告するために送ったと推測されていたが、実際の目的は不明である。
機械龍 ナーガ
第3話「無敵のママ」に登場。

アルビノ・ギラドラス
第5話「幸福の王子」に登場。

ユーゼアル
第5話「幸福の王子」に登場。
外宇宙から飛来した宇宙生命体。1～2歳児ほどの知能を有している。困っている人々を本能的に助ける善意の存在であり、宇宙空間で遭難した旅人を母星に送り届けたり、飢えた星の住人に食べ物を与えるなどのことを行っている。そのため、様々な星で伝説として語られており、メビウスやメイツ星人ビオ、シャプレー星人などがその存在を認知していた。劇中では6年前に遭難した宇宙輸送艦「ガーベラ」の乗組員の生き残りと、死亡した乗組員たちのメッセージを送り届けるために地球に飛来、「Saeko's Good-bye」を発信しながら大気圏に突入した後、GUYS JAPANの誘導によってフェニックスネスト前に着陸した。なお、GUYSからはユーゼアルの名が判明する前に「ギガンティア」という仮レジストコードを与えられている。
嫌気性の生物であり、酸素に長時間触れていると自己崩壊を引き起こしてしまう。環境に応じて形態を変化させることが可能で、大気圏外ではオタマジャクシのような形状だったが、大気圏突入と共に酸素から身を守るためのトゲの付いた外皮と、飛行するための翼を持つ宇宙怪獣然とした姿に変化した。その他、着陸時に新たに足を形成しており、体内では「ガーベラ」の乗組員を生かすために酸素発生器官を構成している。体内にコアが存在し、コアの中に半透明の妖精や人魚のような姿をした本体がある。
シャプレー・ビースト
アルビノ・ギラドラスを操っていたシャプレー星人の残党（女性）が、ユーゼアルのコアを奪い、ユーゼアルと融合した姿。シャプレー星人を上半身、ユーゼアルを下半身にしたケンタウロスのような姿をしている。シャプレー星人と融合したことによって酸素による体の崩壊が進み、そのことを分析によって認知していたCREW GUYSに見守られる中、自己崩壊した。

## 連載一覧
- 第1話「魔杖の警告」
  - 2007 SPRING（No.27） 2007年3月15日発売
- 第2話「ひとりの楽園」
  - 2007 SUMMER（No.28） 2007年6月15日発売
- 第3話「無敵のママ」（全2回）
  - 「前編」 2007 AUTUMN（No.29）2007年9月15日発売
  - 「後編」 2008 WINTER（No.30）2007年12月15日発売
- 第4話「怪獣遣いの遺産」（全3回）
  - 「前編」 2008 SPRING（No.31）2008年3月15日発売
  - 「中編」 2008 SUMMER（No.32）2008年6月13日発売
  - 「後編」 2008 AUTUMN（No.33）2008年9月15日発売
- 第5話「幸福の王子」
  - 「前編」 2009 WINTER（No.34）2008年12月15日発売
  - 「中編」 2009 SPRING（No.35）2009年3月14日発売
  - 「後編」 2009 SUMMER（No.36）2009年7月1日発売

## 既刊一覧
- 単行本 2009年12月発行（2009年12月16日発売[4]）、ISBN 978-4-334-92692-2
- 光文社文庫版 2013年12月20日発行（2013年12月5日発売[5]）、ISBN 978-4-334-76663-4